# بنها (شركة)

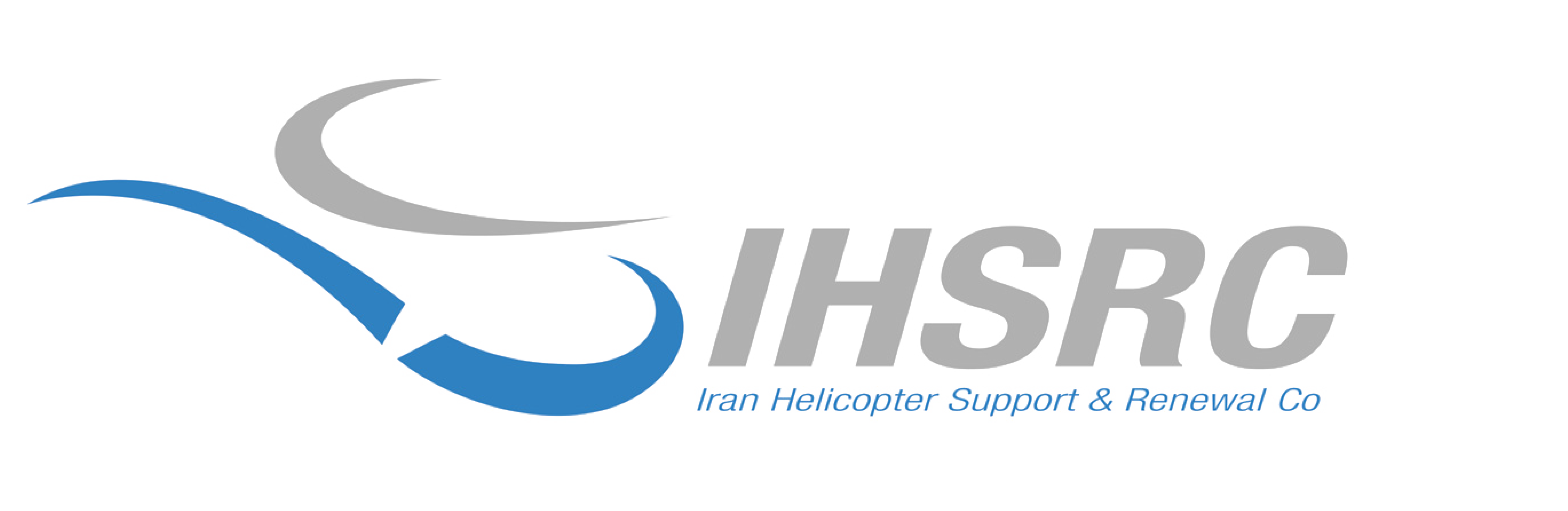

هذه الصفحة عن شركة بنها الإيرانية. إذا أردت المدينة المصرية انظر: بنها.
بنها هي شركة صناعة مروحيات إيرانية.

## التاريخ
بعد شراء إيران بعض المروحيات الإيطالية من أغستا. أصبح من المهم إقامة مصنع لدعم وصيانة تلك المروحيات. هذا المصنع سمى «صناعٍية إيران المشتركة للمروحيات». وبعدها اشترت إيران عددًا كبيرًا من المروحيات من بيل، فكان من الضرورى توسيع الصنع لاستيعاب المروحيات الجديدة. هذه التوسعة أطلقت 3 أقسام رئيسية في المصنع:
1. مركز الإصلاح والصيانة.
2. مركز إصلاح الشرب الرئيسى.
3. مركز الدعم واللوجيستيات.

بعد الثورة الإيرانية عام 1979، بدأ حصار الولايات المتحدة الاقتصادى لإيران ومع بدء الحرب العراقية الإيرانية، بدأت شركة بنها عملها بهدف دعم وصيانة المروحيات في الحرب. بعد بضع من السنين، أصبحت شركة بنها مستقلة بذاتها ولها المقدرة لإصلاح كافة المروحيات العسكرية. بعد هذا النجاح، توسعت بنها في إصلاح وصيانة مروحيات منظمات أخرى مثل الاتصالات، والبترول، والصليب الأحمر الإيرانى، ومحطات الطاقة.
في 1994، أكمل المختصون في بنها البنية الأساسية لأول مروحياتهم أسموها «شابافيز». بعد هذا حصولوا على أول تصريح رسمى لصناعة المروحيات التجارية.
الآن، بنها تصلح وتقوم بعمل الصيانة لعشر أنواع مختلفة من المروحيات العسركة والغير عسكرية لـ 16 طراز مختلف. بنها قامت بدور فعال في تطوير سرب كبير من المروحيات الإيرانية.

## واجبات
- إصلاح وصيانة تسعة أنواع من طائرات الهليكوبتر في ستة عشر طراز مختلف (بيل 205 و206 و 212 و214 و CH و RH و SH و412 وميل 17).
- بنية الجسم وتحسين المروحيات.
- تصميم وتكوين مجموعة متنوعة من زجاج ونوافذ المروحيات.
- تصميم وتصنيع تركيبات مختلفة.